# Hiển vi điện tử truyền qua độ phân giải cao

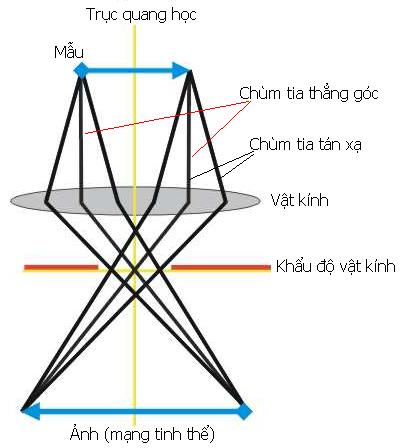
Sơ đồ nguyên lý sự tạo ảnh độ phân giải cao trong TEM.

Hiển vi điện tử truyền qua độ phân giải cao (thường được viết tắt là HRTEM xuất phát từ thuật ngữ tiếng Anh High-resolution Transmission Electron Microscopy) là một chế độ ghi ảnh của kính hiển vi điện tử truyền qua cho phép quan sát ảnh vi cấu trúc của vật rắn với độ phân giải rất cao, đủ quan sát được sự tương phản của các lớp nguyên tử trong vật rắn có cấu trúc tinh thể. Ngày nay HRTEM là một trong những công cụ mạnh để quan sát vi cấu trúc tới cấp độ nguyên tử.

## Nguyên lý của HRTEM
Khác với các ảnh TEM thông thường có độ tương phản chủ yếu là tương phản biên độ (ampltitude contrast) do hiệu ứng hấp thụ thì HRTEM hoạt động dựa trên nguyên lý tương phản pha, tức là ảnh tạo ra nhờ sự giao thoa giữa chùm tia thẳng góc và chùm tia tán xạ. Khi chùm điện tử chiếu qua mẫu (có chiều dày, độ sạch và sự định hướng thích hợp) sẽ bị tán xạ theo nhiều hướng khác nhau và sóng tán xạ sẽ ghi lại thông tin về cấu trúc, vị trí các nguyên tử... Vật kính phải có độ quang sai đủ nhỏ và có độ phân giải điểm đủ lớn để hội tụ các chùm tán xạ này, thực hiện việc giao thoa với chùm chiếu thẳng góc để tạo ra ảnh có độ phân giải cao. 

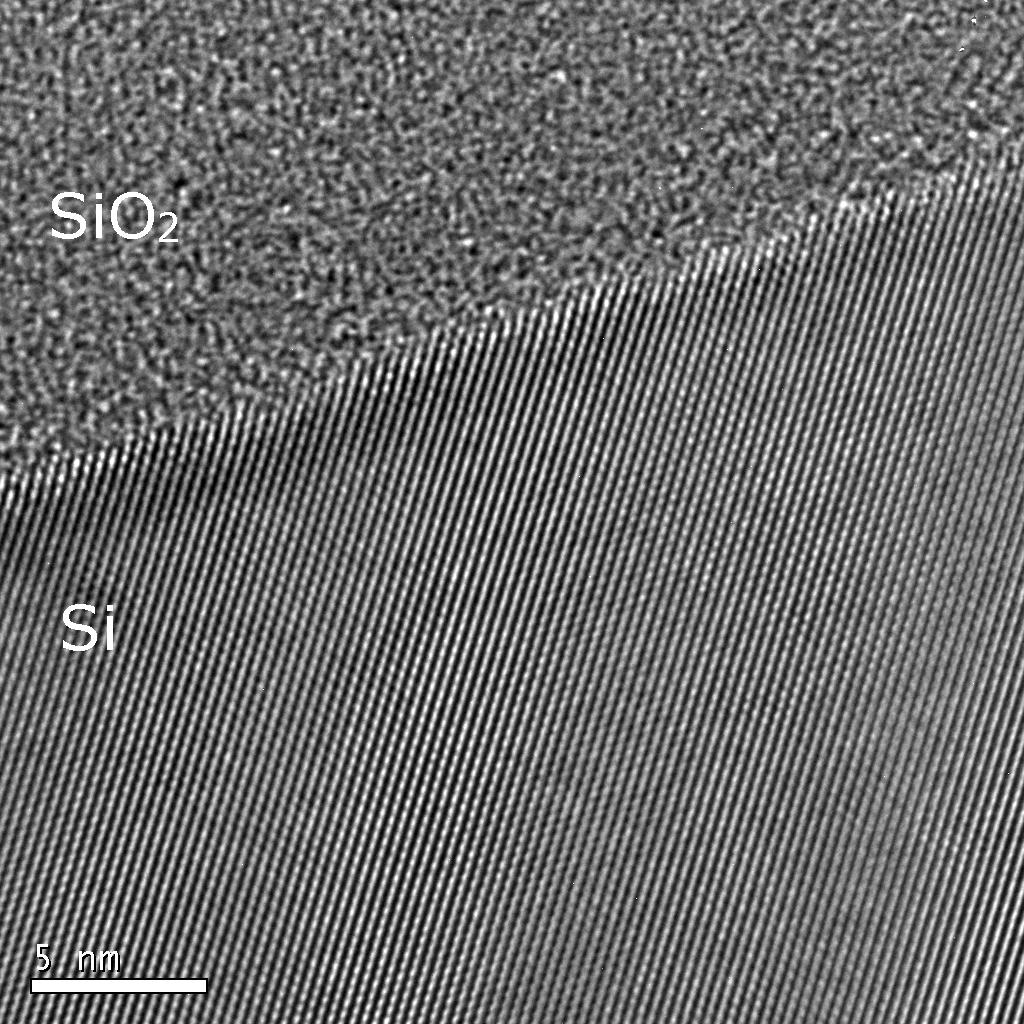
Ảnh hiển vi điện tử truyền qua độ phân giải cao chụp lớp phân cách Si/SiO2, có thể thấy các sự tương phản từ các lớp nguyên tử Si